# Momento conjugado
Em Mecânica se denomina momento conjugado, momento de um conjugado, ou momento canônico conjugado, a derivada de um lagrangiano com respeito à derivada temporal de uma coordenada generalizada:
{\displaystyle p_{j}={\frac {\partial L}{\partial {\dot {q}}_{j}}}}
Se a coordenada generalizada é a posição linear, o momento canônico conjugado correspondente é o momento linear ou quantidade de movimento. Se a coordenada generalizada é a posição angular, o momento canônico conjugado correspondente é o momento angular. A introdução dos momentos conjugados permite definir leis de conservação graças ao teorema de Noether.
No caso de considerar uma densidade lagrangiana:
{\displaystyle L=\int _{D}{\mathcal {L}}\left(\varphi ,{\frac {\partial \varphi }{\partial x^{\mu }}}\right)d^{n}\mathbf {x} }
também se define um momento conjugado associado às variáveis de "campo" mediante:
{\displaystyle \pi _{\mu }={\frac {\partial {\mathcal {L}}}{\partial (\partial _{\mu }\varphi )}}}

## Aplicações
Este conceito tem profundas implicações no entendimento de processos de fusão nuclear e no estudo do comportamento macroscópico e molecular de substâncias dielétricas.